# عبد المحسن الكاظمي
عبد المحسن بن محمد بن علي الكاظمي (20 أبريل 1871 - 1 مايو 1935) (30 محرم 1288 - 28 محرم 1354) عالم مسلم وشاعر عراقي عاش معظم حياته في مصر. ولد في محلة دهنة في بغداد ونشأ في الكاظمية وإليها ينسب. كان أجداده يحترفون التجارة بجلود الخراف. حاول والده أن يدخله التجارة لكنّه لم يَمِل إليها، فتعلّم مبادئ القراءة والكتابة، واستهواه الأدب فنهل من علومه وحفظ كثيرًا. اتصل بالجمال الدين الأفغاني حين مرّ بالعراق، فطارده العهد الحميدي ففر إلى إيران ومنها إلى عشائر العراق وإمارات الخليج، وللهند ثم إلى مصر، فلاذ بالإمام محمد عبده الذي رحّب به، وأغدق عليه فأقام في مصر في كنفه، ولمّا توفي الإمام، ضافت به الأحوال وأصيب بمرض يقال أذهب بعض بصره، فانزوى في منزله في مصر الجديدة في القاهرة حتى توفّي. تميّز بخصب قريحته وسرعة بديهته وذوق رفيع سليم وألفاظ عذبة رنّانة، وكان يقول الشعر ارتجلاً وتبلغ مرتجلاته الخمسين بيتًا وحتى المئة أحيانًا. يلقب بـأبو المكارم و شاعر العرب ويعد من فحول الشعراء العرب في العصر الحديث. ضاع كثير من مؤلفاته وأشعاره أثناء فراره من مؤلفاته ديوان الكاظمي في جزآن صدرته ابنته رباب.

## نسبه
من سلالة الأشتر النخعي، شاعر فحل، كان يلقب بشاعر العرب. امتاز بارتجال القصائد الطويلة الرنانة، ولد في محلة (الدهانة) ببغداد، ونشأ في الكاظمية، فنسب إليها. وكان أجداده يحترفون التجارة بجلود الخراف، فسميت اسرته (بوست فروش) بالفارسية، ومعناه (تاجر الجلود) وتعلم مبادئ القراءة والكتابة، وصرفه والده إلى العمل في التجارة والزراعة، فما مال إليهما. استهواه الأدب فقرأ علومه وحفظ شعراً كثيراً. أول ما نظم الغزل، فالرثاء، فالفخر. ومر السيد جمال الدين الأفغاني بالعراق، فاتصل به، فاتجهت إليه أنظار الجاسوسية، وكان العهد الحميدي، فطورد، فلاذ بالوكالة الإيرانية ببغداد.
ثم خاف النفي أو الاعتقال، فساح نحو سنتين في عشائر العراق وإمارات الخليج العربي والهند، ودخل مصر في أواخر سنة 1316 هـ/1900م، وعقد العزم على أن يواصل سيره إلى أوروبا، فطارت شهرته، وفرغت يده مما ادخر، فلقي من ترحاب ومودة الشيخ محمد عبده وبره الخفي ما حبب إليه المقام بمصر، فأقام فيها وتزوج من السيدة عائشة بنت المجاهد التونسي محمود احمد الحسين الذي فر من ظلم الفرنسيين ولجأ إلى مصر، وأصيب الكاظمي بمرض ذهب ببصره إلا قليلاً. ولقد ذكر في كتاب شعراء النهضة العربية للسيد فالح الحجية الكيلاني: «الشاعر الشيخ عبد المحسن الكاظمي الشهير بالارتجال والشاعر الذي أجمع العديد من النقاد على قدرته الكبيرة بارتجال الشعر، والذي كذاك يذهب في شعره مذهب الشعراء الأقدمين».

## مؤلفاته
إن أهم صفة في الكاظمي الاعتداد بنفسه والحافظة العجيبة وارتجاله الشعر، فقد روى عز الدين آل ياسين الذي كان يطلب العلم في مصر- الكنانة: إن الكاظمي دعي مرة إلى حفل أقيم في مصر حيث قدمه عريف الحفل لالقاء قصيدة فما كان الا ارتجال قصيدة غراء عصماء، جاوزت أبياتها مئة بيت وبيت، بين دهشة واستغراب حضور ذلك الحفل الحاشد. من الذين أبدوا قدرة ارتجال الكاظمي، وعباس محمود العقاد، وعبد القادر المغربي، وحليم سركس، وأسعد داغر، وكمال إبراهيم، ومحمد مهدي البصير، وأحمد الصافي النجفي، وآخرون.
طبعت المجموعة الأولى من ديوان الكاظمي في عام 1912 والمجموعة الثانية في عام 1948، والمجموعتان الثالثة والرابعة فطبعت في عام 1987، وله (قصائد الكاظمي) 1919، و (معلقات الكاظمي) 1924، و (عراقيات الكاظمي) 1960. حيث نظمت على إثر عودة سعد زغلول من منفاه. وجمعت دواوينه ابنته رباب بعد وفاته.

## وفاته

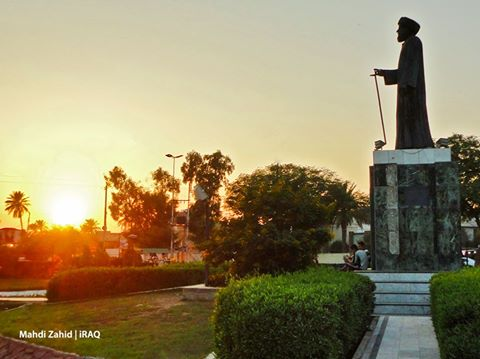
تمثال الشاعر عبد المحسن الكاظمي في بغداد

لقد عاش الكاظمي في فترة من الفقر والضنك بعد وفاة الشيخ محمد عبده سنة 1323 هـ، إلى أن توفى الكاظمي في اليوم الأول من أيار /
مايو من عام 1354 هـ / 1935م، في منطقة مصر الجديدة، من ضواحي القاهرة ودفن في مقبرة الشافعي. ولقد ملأ الصحف والمجلات شعراً، وضاعت منظومات صباه، وجمعت أبنته رباب بعد وفاته أكثر ما حفظ من شعره في كتاب ديوان الكاظمي، وطبع في مجلدين.
ولقد بنت له الحكومة العراقية فيما بعد تمثالا تكريما له يقع الآن في وسط ساحة في مدينة الكاظمية ببغداد أطلق عليها اسمه.